# Masserano
Masserano (piemontiul: Massran) település Olaszországban, Piemont régióban, Biella megyében. Lakosainak száma 1908 fő (2023. január 1.). Masserano Buronzo, Castelletto Cervo, Lessona, Rovasenda, Brusnengo, Casapinta és Curino községekkel határos.

## Népesség
A település lakossága az elmúlt években az alábbi módon változott:
| Lakosok száma | 2112 | 2092 | 1908 |
|               | 2017 | 2018 | 2023 |